# Bandeira (Minas Gerais)
Bandeira es un municipio brasileño del estado de Minas Gerais. Se localiza a una latitud 15º53'05" sur y a una longitud 40º33'34" oeste, estando a una altitud de 292 metros. Su población estimada en 2004 era de 5.064 habitantes.
Posee un área de 486,46 km². 